# Michel Lafranceschina
Michel Lafranceschina (* 28. Februar 1939 in Fontaine, Département Isère; † 24. Oktober 2024) war ein französischer Fußballspieler und späterer -trainer.

## Spielerkarriere
Lafranceschina wuchs nahe Grenoble auf und wurde in die Jugendabteilung des FC Grenoble aufgenommen; er war 17 Jahre alt, als ihm 1956 der Sprung in die Zweitligamannschaft des Vereins gelang. Dort kam er von Beginn an zu regelmäßigen Einsätzen und erzielte in seiner ersten Spielzeit im Seniorenbereich neun Tore. Dies brachte ihm eine Teilnahme am UEFA-Juniorenturnier 1957 mit der französischen U-19-Mannschaft ein, wobei sein Land den dritten Platz belegte. Anschließend schaffte er vereinsintern endgültig den Sprung zum Stammspieler und konnte seine Trefferzahl auf elf steigern; auf diesem Weg weckte er das Interesse mehrerer Erstligisten.
Es war der RC Lens, der den Spieler 1958 unter Vertrag nahm und ihm damit den Sprung in die höchste französische Spielklasse ermöglichte. Bei dem Erstligisten war er in der Offensive hinter den Spitzen Maryan Wisnieski, Ahmed Oudjani und Michel Stievenard als Stammspieler gesetzt und erzielte elf Tore, obwohl sein Klub gegen den Abstieg spielte. Weil der Verein 1959 den Österreicher Friedrich Kominek verpflichtete, musste Lafranceschina bis zu dessen Abgang ein Jahr später um seinen Platz im Team kämpfen; danach wurde er wieder zum festen Bestandteil der Mannschaft, mit der er 1959 und 1960 die Coupe Charles Drago gewann. Im Verlauf der Saison 1961/62 traf er zwanzig Mal das Tor, was ihm den dritten Rang in der Torjägerliste einbrachte. 
Trotz seiner Erfolge vor dem Tor entschied er sich 1962 zum Gang in die zweite Liga, als er ein Angebot vom OSC Lille und damit dem Lokalrivalen von Lens erhielt. Mit Lille scheiterte er zuerst am Aufstieg, trug im Verlauf der Spielzeit 1963/64 hingegen zwölf Tore in 22 Spielen bei und verhalf seinem Verein somit zur Zweitligameisterschaft, die zugleich den Aufstieg mit sich brachte. Allerdings brachte dieser die Verpflichtung von Rolland Ehrhardt sowie die Integrierung des jungen Claude Andrien in die Mannschaft mit sich, wodurch Lafranceschina keine große Rolle mehr spielte. 
1965 kehrte er Lille den Rücken, verblieb jedoch dank seines Wechsels zum FC Sochaux in der ersten Liga. Für Sochaux traf er in seinem ersten Jahr dort 22 Mal, womit er die beste Torausbeute seiner Karriere erlangte, aber aufgrund der 36 Tore von Philippe Gondet weit von dem Titel des Torschützenkönigs entfernt blieb. Dennoch holte der Verein mit Maryan Wisnieski, der bereits bei Lens Lafranceschinas Teamkamerad gewesen war, einen neuen Stürmer, der den erfolgreichen Torschützen der Vorsaison weitgehend verdrängte. Angesichts dessen entschied sich Lafranceschina im Dezember 1966 für einen Wechsel zum Zweitligisten SC Toulon. 
Auch wenn er bei Toulon einen Stammplatz innehatte, blieb er nicht über das Ende der Saison 1966/67 hinaus, sondern unterschrieb zu diesem Zeitpunkt beim abstiegsbedrohten Zweitligisten FC Limoges. Trotz einer geringeren Zahl an eigenen Torerfolgen hielt er den Klub 1968 in der zweiten Liga und schoss in der Spielzeit 1968/69 insgesamt 16 Tore, womit er zum vierten Tabellenplatz für Limoges beitrug. Anschließend büßte er seinen Stammplatz ein und musste zudem den Abstieg als Tabellenletzter hinnehmen, weswegen er den Verein 1970 verließ. Im FC Bourges fand er einen Zweitligisten als Arbeitgeber, saß allerdings zumeist auf der Bank. Angesichts dessen entschied er sich 1971 mit 32 Jahren nach 170 Erstligapartien mit 73 Toren und 223 Zweitligapartien mit 78 Toren für die Beendigung seiner aktiven Laufbahn.

## Trainerkarriere
Zunächst übernahm Lafranceschina keine weitere Funktion im Fußball, kehrte jedoch in den Sport zurück, als er 1980 von seinem Ex-Klub Grenoble als Trainer eingestellt wurde. Er konnte die zuvor aufgestiegene Mannschaft in der zweiten Liga halten; dennoch verlängerte er seinen Vertrag 1981 nicht und widmete sich stattdessen dem Training der Reservemannschaft des Vereins. Als dem Klub der Abstieg in die Drittklassigkeit drohte, wurde der frühere Profi im Januar 1986 erneut zum Trainer der ersten Auswahl befördert. Ihm gelang es nicht, die Mannschaft vor dem Abstieg bewahren, wonach er seine Trainerlaufbahn im Sommer 1986 beendete.